# Motorfabriken Göta
Motorfabriken Göta, eller AB Götamotorer, är en svensk motortillverkare i Osby, som etablerades i Osby 1907. Den har sina rötter i Hagaborgs Mekaniska Verkstad strax söder om Blackstad, väster om Västervik, som flyttades till Osby av grundaren Hugo Peterson (1872–1939) för att få direkt tillgång till järnväg.
Företaget tillverkade motorer, till en början tändkulemotorn "Stabil" och utombordsmotorn "Kurir". Så småningom tillverkades båtmotorn "Göta" som från 1920-talet exporterades till Danmark, Island, Nederländerna och Tyskland. Efter andra världskriget tillverkades en- och tvåcylindriga tvåtaktsmotorer på 5-6 hästkrafter respektive 10-12 hästkrafter, som kunde drivas med både bensin och fotogen. De användes framför allt i fritidsbåtar.
Motorfabriken Göta uppförde 1918 en fabriksbyggnad vid Hasslarödsvägen. I början av 1960-talet flyttade företaget till nya lokaler vid Nya Hallerydsvägen under den nya ägaren AB Osby pumpindustri. Fabriken övertog 1966 också tillverkning av båtmotorn Solo, efter det att Bröderna Skoogs Motorfabrik i Borlänge lagts ned.
Företaget gjorde konkurs 1984, varefter verkstaden övertogs av Sten Carlsson (född 1941), som fortsatte att driva viss verksamhet och har bevarat industrimiljön som ett levande arbetslivsmuseum.